# Электрокорунд
Электрокорунд (в американской литературе — алунд или алундум, от лат. alundum) — огнеупорный и химически стойкий сверхтвёрдый материал на основе оксида алюминия (Al2O3).
Представляет собой синтетический корунд (88—99 % Al2O3). Получают плавкой в электрических печах боксита с восстановителем (антрацит, нефтяной кокс) и осадителем (железные опилки). Применяется как абразивный, огнеупорный материал для изготовления литейных форм и стержней, конструктивных элементов радиоламп, абразивных кругов и т. д.

## Виды
В зависимости от особенностей содержания оксида алюминия и технологии изготовления различают следующие разновидности электрокорунда.

### Нормальный
Нормальный электрокорунд — марки: 16А, 15А, 14А, 13А, содержащий 93—96 % Al2O3 и выплавляемый восстановительной плавкой из бокситов.
Благодаря высокому содержанию оксидов алюминия и незначительным числом примесей в корунде, его кристаллы крупнее. Имеет повышенную вязкость, поэтому используется при изготовлении абразивного инструмента для шлифования вязких материалов с большим сопротивлением разрыву, для абразивной обработки с переменными нагрузками, а также для тяжёлых обдирочных работ и для пескоструйного шлифования.
В зависимости от количества и состава примесей изменяется цвет электрокорунда (от светлого до тёмно-коричневого цвета). Размеры кристаллов выплавляемого корунда составляют 0,6—0,8 мм. Например, для изготовления обдирочных кругов используют нормальный поликристаллический электрокорунд с размерами кристаллов примерно 50 мкм.

### Белый
Белый электрокорунд — марки: 25А, 24А, 23А, с содержанием Al2O3 не более 99 %.
Получают из глинозёма, абразива высшего сорта (25А), он обладает высокой твердостью, прочностью, термостойкостью, высокой хрупкостью и высокой режущей способностью, он имеет незначительное число примесей и более однороден по составу. Он больше подходит для шлифшкурки и прочих изделий с абразивным покрытием, для изготовления инструмента, который применяется для обработки закалённых твёрдых сталей, также применяется для пескоструйного шлифования.
Так как это абразивный материал, такие его свойства, как прочность, твёрдость, хрупкость и термостойкость, могут регулироваться в процессе его получения. Введением в расплав различных химических элементов, образующих с ним твёрдые растворы, получают абразивные материалы с заданными свойствами, например, хромистый, титанистый электрокорунд и др. Белый электрокорунд применяют для шлифования охлажденной, высокоуглеродистой и быстрорежущей стали.

### Хромистый
Хромистый электрокорунд получают при введении оксида хрома в расплав глинозёма. Имеет окраску рубина. Интенсивность окраски зависит от количества оксида хрома, растворённого в корунде. При введении оксида хрома до 2 % повышается абразивная способность зерна хромистого электрокорунда и его механическая прочность. Любопытной особенностью материала является сильная красная люминесценция, подобная рубину, в зеленых-синих-ультрафиолетовых лучах.

### Титанистый
Титанистый электрокорунд выплавляют из глинозёма с полуторным оксидом титана Ti2O3. Окраска титанистого электрокорунда имеет серо-синий оттенок. Наличие твёрдого раствора титана в корунде значительно повышает абразивную способность зерна по сравнению с зерном белого электрокорунда. Инструмент из него используют для шлифования с высокими нагрузками закалённых сталей.

### Хромотитанистый
Хромотитанистый электрокорунд (марки: 95А, 94А) производят плавкой в электрической дуговой печи глинозёма с добавлением легирующих компонентов (оксидов хрома и титана).
Легирование двумя компонентами даёт возможность улучшить абразивные свойства материала. Шлифовальные материалы из хромотитанистого электрокорунда благодаря своим высоким абразивным свойствам и механической прочностью вытеснили на ряде ответственных операций абразивной обработки шлифовальные материалы из хромистого электрокорунда, который, в настоящее время не производится. Область применения — производство абразивного инструмента, шлифовальные шкурки, обработка свободными абразивными зёрнами.

### Циркониевый
Циркониевый электрокорунд (марка: 38А) представляет собой разновидность электрокорунда, получаемого при плавке в электрической дуговой печи шихты, в состав которой входит сырьё, содержащее глинозём и оксид циркония.
Плотность циркониевого электрокорунда 4,05—4,15 г/см³, микротвёрдость 22,6—23,5 ГПа.

### Монокорунд
Монокорунд — искусственный абразивный материал, разновидность электрокорунда с содержанием в зерне 97—98 % Al2O3.
Монокорунд состоит из плоскогранных изометричных зёрен монокристаллического корунда с небольшим содержанием примесей (2—3 %). Монокорунд выплавляют из боксита с сернистым железом и восстановителем с последующим выделением монокристаллического корунда. Абразивные инструменты из монокорунда используются для шлифования труднообрабатываемых жаропрочных, конструкционных и кислотоупорных легированных сталей и сплавов.

## Область применения
- Хромотитанистый электрокорунд (марки: 95А, 94А) используется для изготовления инструмента на керамических и бакелитовых связках для шлифования стальных закалённых и незакалённых заготовок и для изготовления инструмента для шлифования с большим съёмом металла и обдирочного шлифования.
- Циркониевый электрокорунд (марка: 38А) используется в производстве обдирочных кругов. Коэффициент шлифования инструмента из циркониевого электрокорунда на обдирочных операциях не менее чем в 10—40 раз превышает этот показатель для инструмента из нормального электрокорунда.